# Paraphosphorus hololeucus
Paraphosphorus hololeucus är en skalbaggsart som beskrevs av Linell 1896. Paraphosphorus hololeucus ingår i släktet Paraphosphorus och familjen långhorningar.
Artens utbredningsområde är Kenya. Inga underarter finns listade i Catalogue of Life.